# معركة حران (1171)
```
جمع 
صلاح الدين الأيوبي
. جيشه المكون من اكثر 12,000 وتحرك ناحية 
الشام
 لمواجهة الفاطميون بعد سقوط الفاطميون في الحجاز ومصر واجزاء من ليبيا والسودان وهروبهم إلى الشام. ووقعت المعركة والتي استمرت لساعات طويلة وقتل في تلك المعركة الخلفية الفاطمي العاضد لدين الله.
```

## [1]
1. ↑  مشعان، محمود شاكر (2017). "الفاطميون...والطريق التجاري إلى الهند (358 - 567هـ/ 969 - 1171م)". آداب الكوفة: 479. DOI:10.36317/0826-010-032-018. مؤرشف من الأصل في 2024-12-13.